# Parc urbain Bangr Weogo
Bangr Weogo est un parc urbain situé au centre-ville de Ouagadougou, la capitale du Burkina Faso. Il s'étend sur une superficie de 240 hectares. Il est surnommé le poumon vert de Ouagadougou.

## Histoire

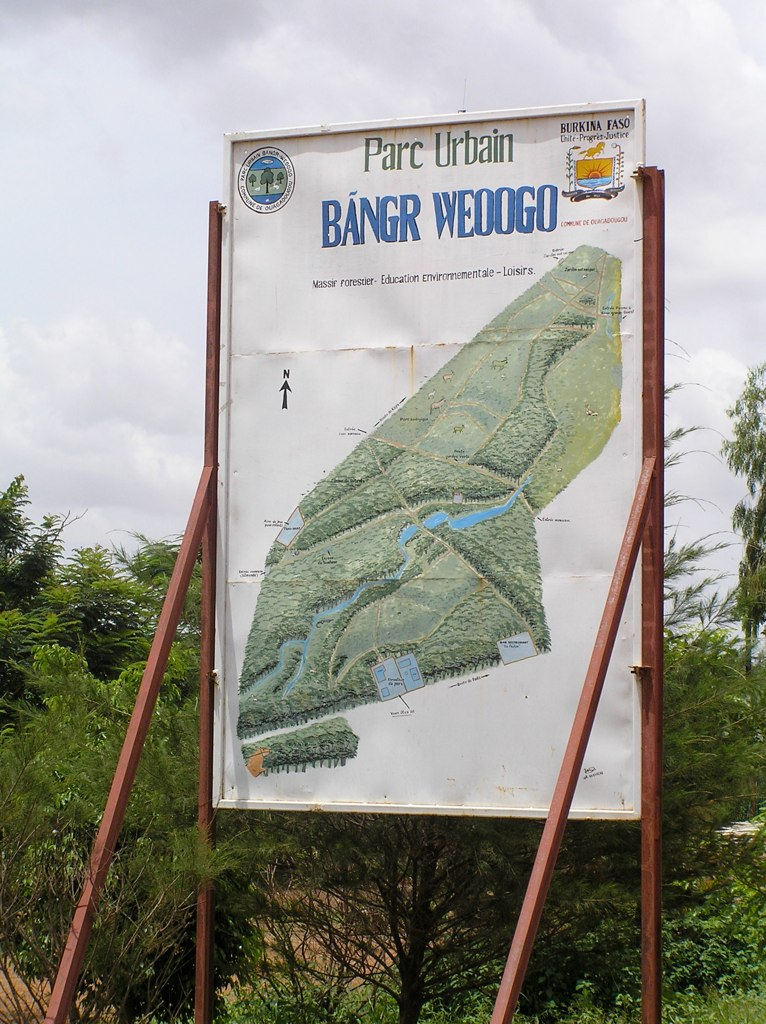
Schéma de la carte du Parc Urbain de Bangr Weogo sur un panneau.

Cette forêt était la propriété des Chefs Mossi, qui la défendaient et y gardaient des animaux, des sites et des objets sacrés. En 1932 la forêt a été délimitée par une clôture. Le 9 octobre 1936, une décision écrite a été prise par le gouverneur de l’Afrique-Occidentale française avec certaines restrictions. En 1995, les travaux d’aménagement commencent avec une clôture de 7,5 km. En 1997, les aménagements extérieurs sont finalement terminés. En 2001 le parc Bangr Weogo sera finalement cédé à la commune de Ouagadougou.

## Description

### Généralités
Le parc urbain Bangr Weogo autrement surnommé « Bängr Weogo », qui veut dire « Forêt du Savoir » en langue mooré est situé au Burkina Faso. Il est sous la gestion de la commune de Ouagadougou. Le parc Bangr Weogo est un massif forestier qui s’étend sur une superficie de 240 hectares. C'est un espace de loisir et de détente très apprécié par les visiteurs.  
Ce lieu a été préservé pour lutter contre la désertification, la pollution et servir de cadre pédagogique sur l'environnement. Le parc est sans aucun danger et tout le monde peut y accéder.  
Le site abrite un musée ou sont exposés des trophées de chasse de la faune aviaire, de la faune aquatique des mammifères et d'autres objets de curiosités. On y trouve aussi une bibliothèque, une salle audiovisuel, un bar restaurant et des jeux pour enfants.   

### Faune et flore
Le parc abrite beaucoup d’espèces animales en voie d’extinction.

### Dégradation
Le parc national de Bangr Weogo est en dégradation par manque d'entretien. Les infrastructures sont en mauvais état,.

## Galerie

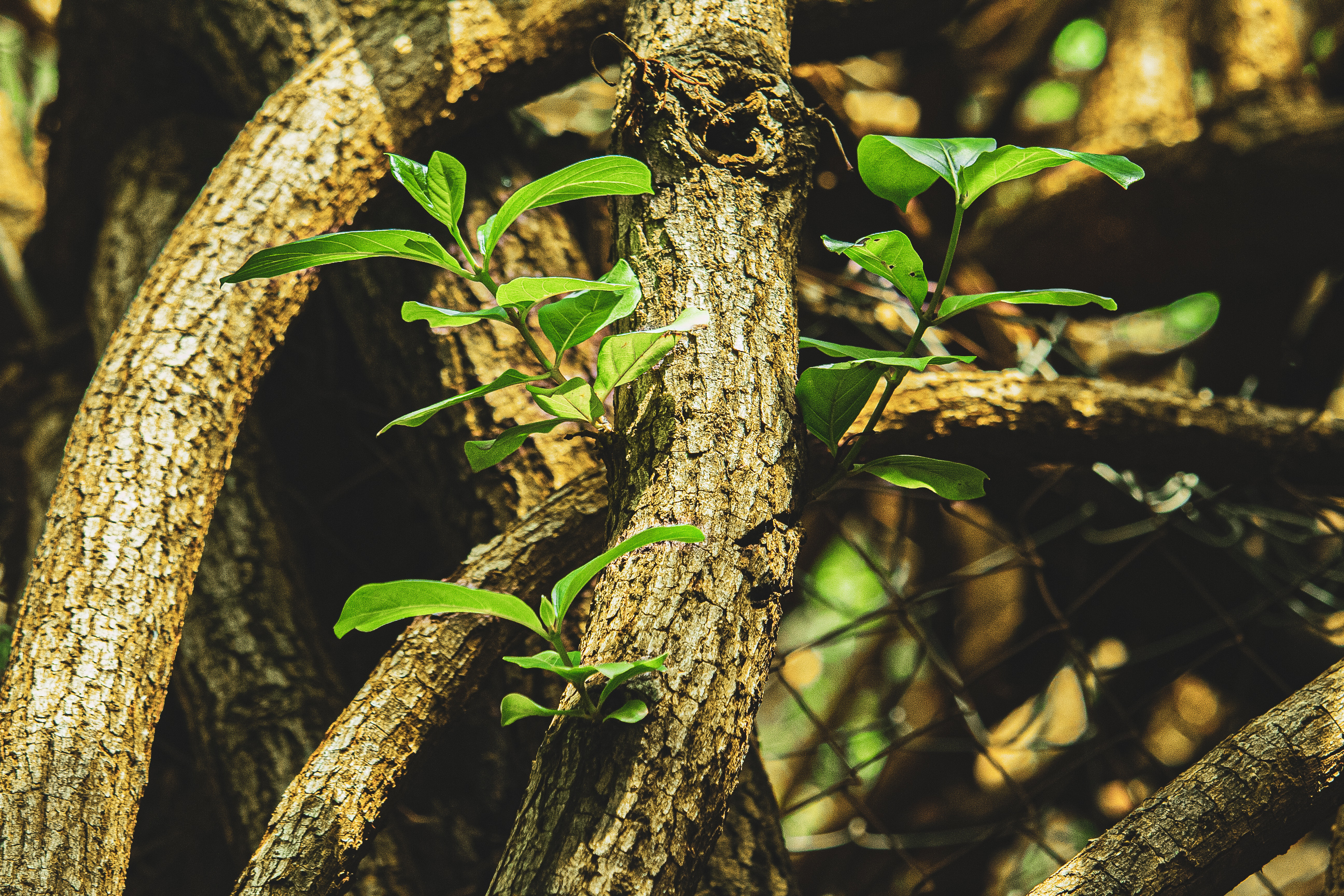
renaissance au brangreweogo
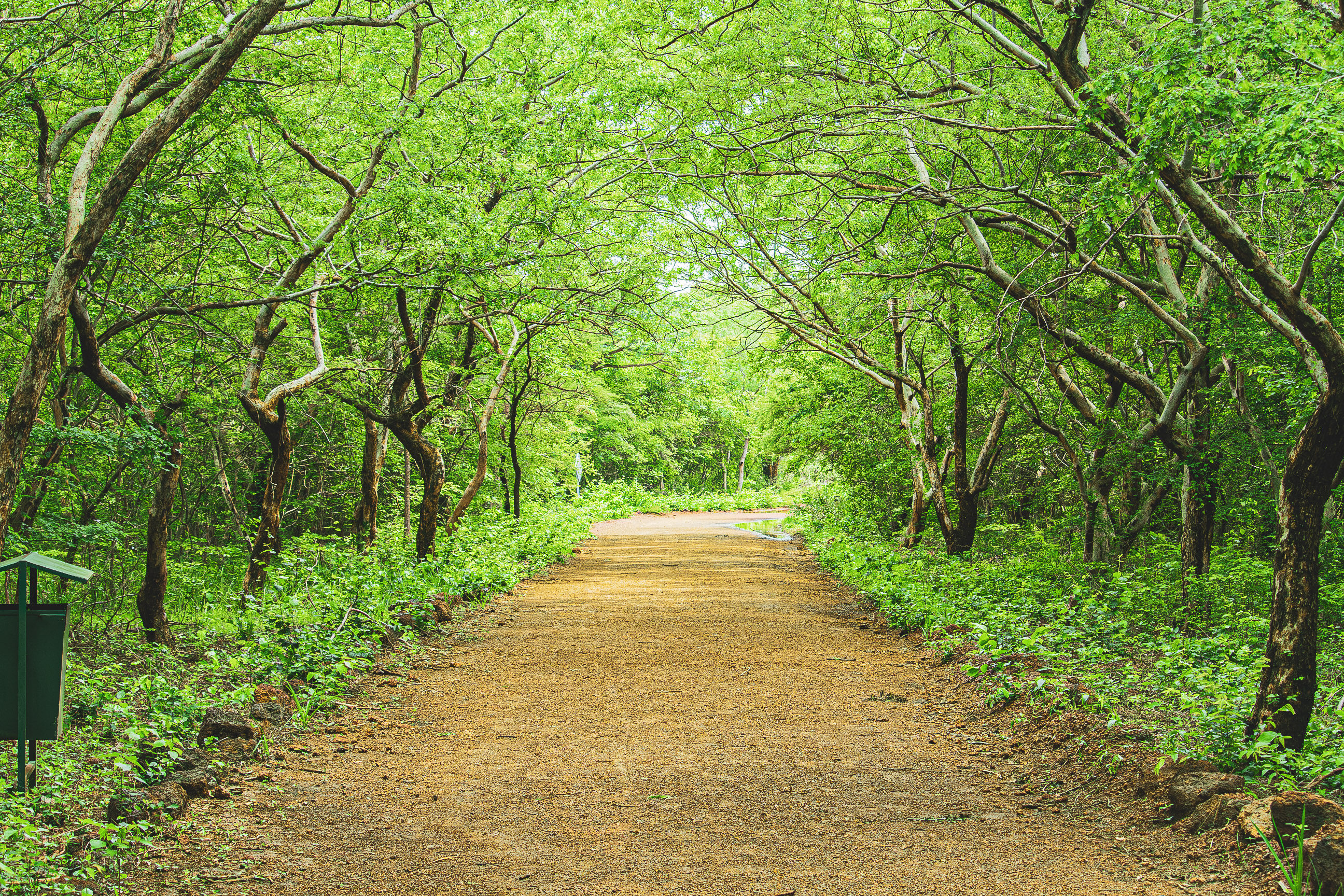
Sentier pédestre à Bangr Woego
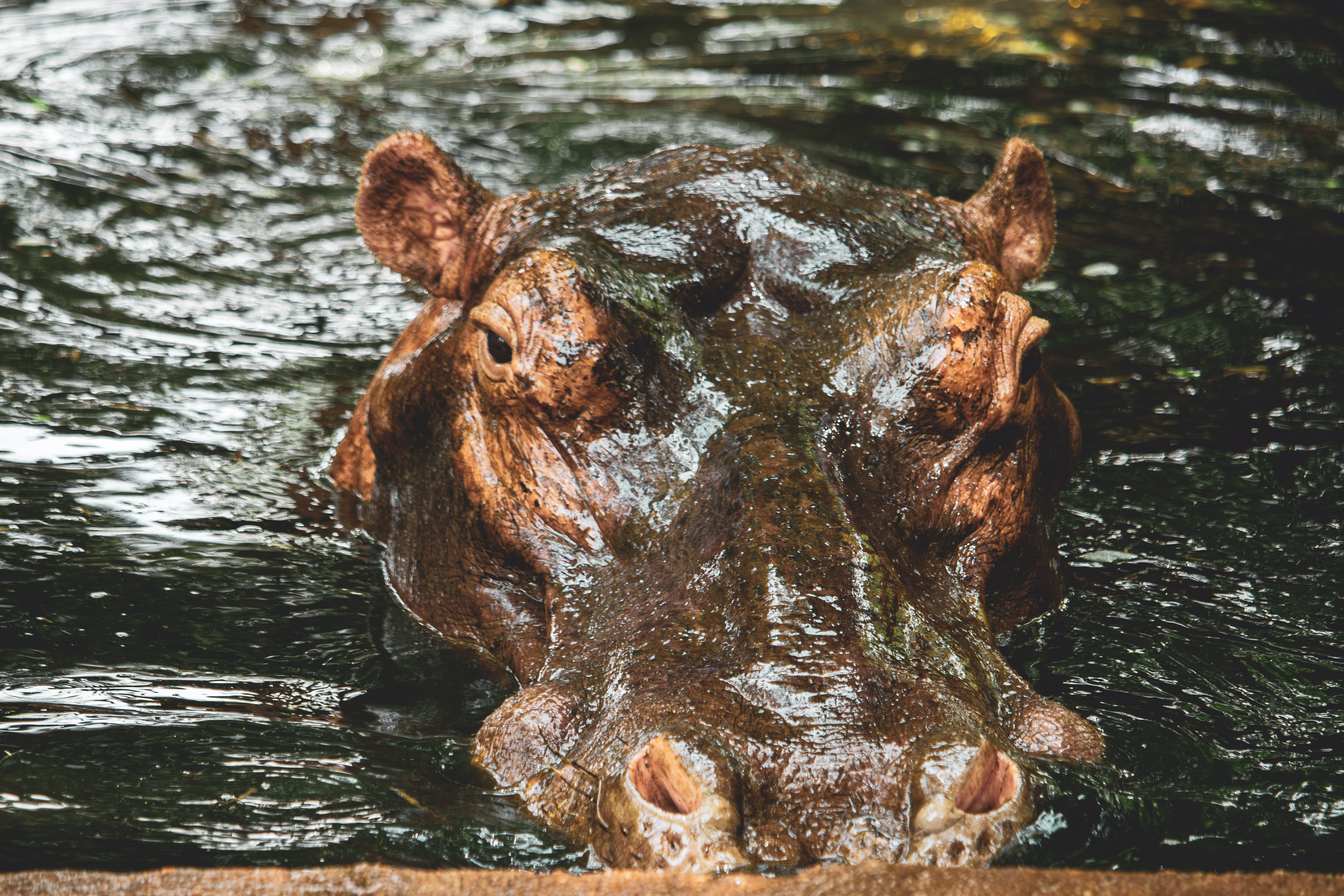
Baignade d'hipopotame au parc bangrwoego
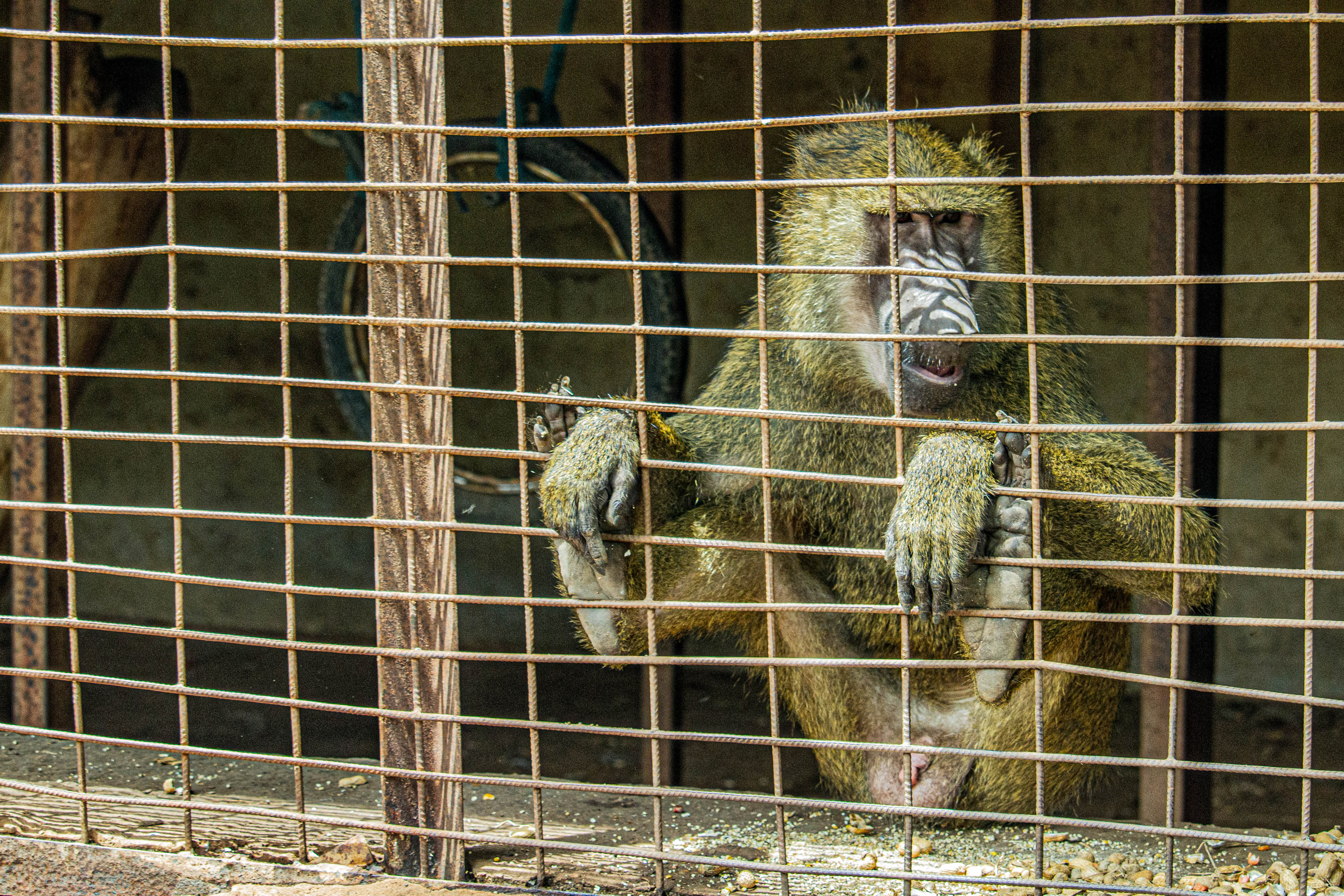
Singe au parc